# Taylor-rapporten
Taylor-rapporten, officiellt Hillsborough Stadium Disaster Inquiry report, är en rapport som sammanfattar resultaten av Lord Taylor of Gosforths utredning av Hillsborougholyckan på Hillsborough Stadium i Sheffield 1989, då 96 Liverpool FC-fans miste livet. Den preliminära rapporten publicerades i augusti 1989, och den slutgiltiga rapporten publicerades i januari 1990. Granskningen hade till uppgift att etablera orsakerna till olyckan samt ta fram rekommendationer för att förhindra liknande olyckor i samband med framtida sportevenemang.
Taylor-rapporten fastslår att huvudanledning till olyckan var polisens misslyckande att etablera kontroll. Rapporten rekommenderade att samtliga större arenor skall byggas så att de enbart tillhandahåller sittplatser. The Football League i England och Scottish Football League i Skottland introducerade regler som krävde att samtliga klubbar i ligornas två högsta divisioner skulle ha infört enbart sittplatser senast i augusti 1994.
Andra rekommendationer i Taylor-rapporten innefattar områden som försäljning av alkohol på arenan, skyddsbarriärer, stängsel, vändkors och biljettpriser.